# Anyphaena wuyi
Anyphaena wuyi is een spinnensoort in de taxonomische indeling van de buisspinnen (Anyphaenidae).
Het dier behoort tot het geslacht Anyphaena. De wetenschappelijke naam van de soort werd voor het eerst geldig gepubliceerd in 2005 door Zhang, Zhu & Da-xiang Song.